# Сен-Жером
Сен-Жеро́м (фр. Saint-Jérôme) — город в провинции Квебек (2006 год население 63 729), Канада, недалеко от города Мирабель, примерно в 40 километрах к северо-западу от Монреаля. Город считается воротами Лаврентидов и их курортов.
Город назван в честь святого Иеронима Стридонского (ок. 347 года — 30 сентября 420 года), известного как переводчик Библии с греческого и иврита на латынь. Его перевод известен как Вульгата.

## История
Территория, на которой расположен нынешний город Сен-Жером, была предоставлена в 1752 году маркизу Де-ла-Жонкьеру, губернатору Новой Франции, как сеньория Миль-Иль. С 1760 года по 1840 год, сеньория принадлежала семьям Дюмон и Лефевр, проживающих в городе Сент-Эсташ, в 25 км к югу. Дюмон и Лефевр уступили сельхозугодья колонистам в основном области, лежащие к северу от Монреаля. Возникающий город был известен под названием Дюмонвилль. Католический приход Сен-Жером был создан 15 ноября 1834 года и сама деревня была образована 1 июля 1845 года губернатором Меткалфом.
Антуан Лабелль был приходским священником в Сен-Жероме в течение 22 лет, с 1868 года вплоть до своей смерти, в 57 лет, 4 января 1891 года. Его называли «королём Севера, апостолом колонизации».
Лабелль выдвинул идею постройки железной дороги на Север в 1869 году. Железная дорога достигла Сен-Жерома в 1876 году, отчасти потому, что железная дорога была рассматривалась как способ удовлетворения потребностей в дровах и строительных материалов для городских центров, как Монреаль и Квебек.
В 2002 году Сен-Жером был объединён с муниципалитетами Бельфей (14 066 жителей), Сент-Антуан (11 488 населения) и Лафонтен (населения 9477).

## Достопримечательности
- Католический собор, который включает в себя небольшой музей
- Старый-Пале — музей современного искусства и общественная библиотека
- Музей современного искусства Лаврентид
- Статуя Антуана Лабелля, который был главным ответственным за колонизацию Лаврентид
- Несколько летних фестивалей
- Важно остановиться на «Зеленом маршруте» — велосипедном пути, который делает возможным для любителей природы делать короткие поездки или экскурсии в течение нескольких дней далеко на юг, Квебек, окраины Монреаля и далеко на север до города Монт-Тремблан.
- Меланкон Арена, крытый стадион

## Транспорт
Сен-Жером связан с Монреалем через сеть междугородного транзита Exo и является ее конечным пунктом на северо-западе.